# Future Position X
Future Position X (FPX) är en klusterorganisation inom geografisk informationsteknik. Föreningen driver forsknings- och innovationsprojekt inom GIS samt hjälper företag och organisationer att nå ut på nya marknader. Huvudkontoret är beläget på Teknikparken i Gävle. 